# Karuvanthuruthy
Karuvanthuruthy là một thị trấn thống kê (census town) của quận Kozhikode thuộc bang Kerala, Ấn Độ.

## Nhân khẩu
Theo điều tra dân số năm 2001 của Ấn Độ, Karuvanthuruthy có dân số 20.767 người. Phái nam chiếm 49% tổng số dân và phái nữ chiếm 51%. Karuvanthuruthy có tỷ lệ 81% biết đọc biết viết, cao hơn tỷ lệ trung bình toàn quốc là 59,5%: tỷ lệ cho phái nam là 84%, và tỷ lệ cho phái nữ là 79%. Tại Karuvanthuruthy, 12% dân số nhỏ hơn 6 tuổi.